# Chvalte, ústa

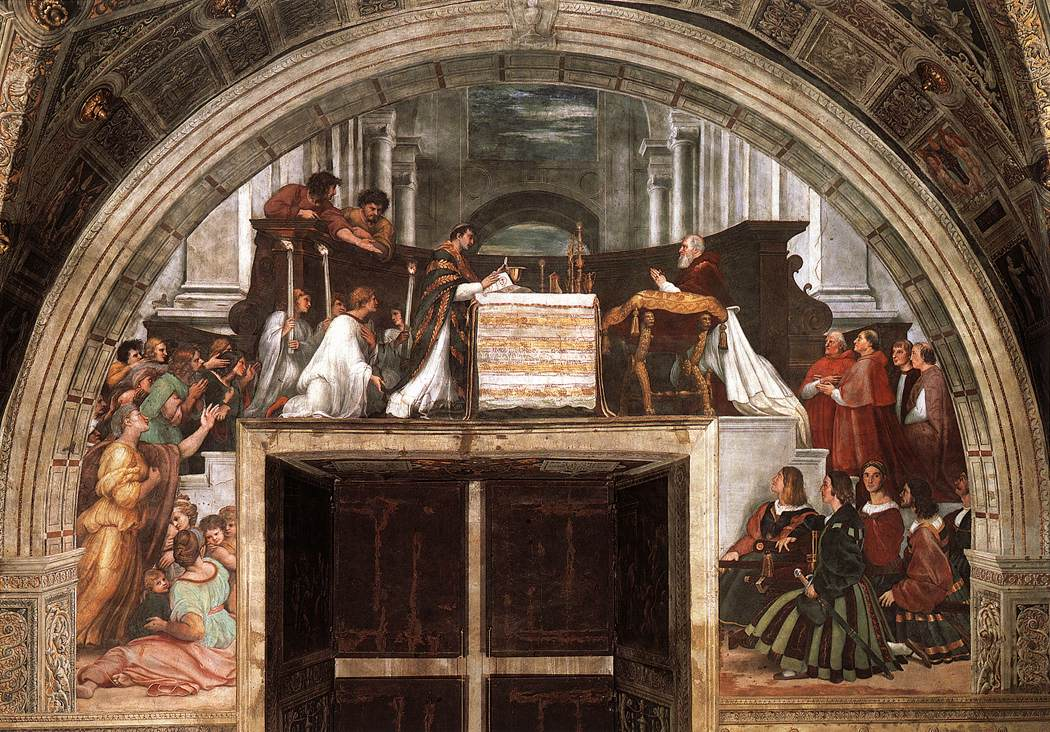
Mše v Bolseně, při které se udál eucharistický zázrak. Hostie v rukou kněze Petra z Prahy začala během přepodstatnění krvácet (Raffael Santi, 1512)

Chvalte, ústa (latinsky Pange, lingua) je gregoriánský chorál složený sv. Tomášem Akvinským v souvislosti s událostmi po mši v Bolseně. Vyjadřuje hlubokou úctu k eucharistii. Latinský originál má v jednotném kancionálu číslo 705, český překlad (s nápěvem od Josefa Förstera nebo
od Tomáše Fryčaje) pak 704.
Existuje řada různých zhudebnění tohoto chorálu. Chorál má více slok, poslední dvě se zpívají i samostatně pod názvem Tantum ergo.

## Text
| Latinsky Pange, lingua, gloriósi Córporis mystérium, Sanguinísque pretiósi, Quem in mundi prétium Fructus ventris generósi Rex effúdit géntium. Nobis datus, nobis natus Ex intácta Vírgine, Et in mundo conversátus, Sparso verbi sémine, Sui moras incolátus Miro clausit órdine. In suprémæ nocte coenæ Recúmbens cum frátribus Observáta lege plene Cibis in legálibus, Cibum turbæ duodénæ Se dat suis mánibus. Verbum caro, panem verum Verbo carnem éfficit: Fitque sanguis Christi merum, Et si sensus déficit, Ad firmándum cor sincérum Sola fides súfficit. Tantum ergo sacraméntum Venerémur cérnui: Et antíquum documéntum Novo cedat rítui: Præstet fides suppleméntum Sénsuum deféctui. Genitóri, Genitóque Laus et jubilátio, Salus, honor, virtus quoque Sit et benedíctio: Procedénti ab utróque Compar sit laudátio. Amen. |  | Česky Chvalte ústa, vznešeného těla Páně tajemství, chvalte předrahou krev jeho, kterou z milosrdenství, zrozen z lůna panenského, prolil Král všech království. Nám byl dán a nám se zrodil z Panny neporušené, jako poutník světem chodil, sil zde zrno pravdy své, skvělým řádem vyvrcholil svoje žití pozemské. Na poslední večer k stolu s bratřími když zasedal, beránka by s nimi spolu podle zvyku pojídal, dvanácteru apoštolů za pokrm sám sebe dal. Slovo v těle slovu dává moc chléb v tělo proměnit, z vína Boží Krev se stává. I když Pán je smyslům skryt, stačí sama víra pravá srdce čisté Před Svátostí touto slavnou v úctě skloňme kolena, bohoslužbu starodávnou nahraď nová, vznešená, doplň smysly, které slábnou, víra s láskou spojená. Otci, Synu bez ustání chvála nadšená ať zní, sláva, pocta, díkůvzdání naše chvály provází. Duchu též ať vše se klaní, který z obou vychází. Amen. |  |